# Baise
Baise (chiń. 百色; pinyin Bǎisè; transkrybowane również jako Bósè) – miasto o statusie prefektury miejskiej w południowych Chinach, w regionie autonomicznym Kuangsi, na Wyżynie Junnan-Kuejczou. W 2010 roku liczba mieszkańców miasta wynosiła 91 096. Prefektura miejska w 1999 roku liczyła 3 618 312 mieszkańców. Ośrodek usługowo-handlowy oraz ośrodek przemysłu spożywczego, chemicznego i porcelanowego. W pobliżu miasta wydobywa się rudę uranu oraz azbestu.